# Cryphaea rhacomitrioides
Cryphaea rhacomitrioides är en bladmossart som beskrevs av C. Müller 1879. Cryphaea rhacomitrioides ingår i släktet Cryphaea och familjen Cryphaeaceae. Inga underarter finns listade i Catalogue of Life.